# Magnus Schlette
Magnus Schlette (geb. 1965) ist ein deutscher Philosoph. Er leitet den Forschungsbereich Theologie und Naturwissenschaft an der Forschungsstätte der Evangelischen Studiengemeinschaft e.V. (FEST) in Heidelberg und ist außerplanmäßiger Professor am Philosophischen Seminar der Universität Heidelberg.

## Leben
Magnus Schlette studierte von 1988 bis 1996 Philosophie und Soziologie an der FU Berlin, der CAU Kiel und der Goethe-Universität Frankfurt. Von 2005 bis 2008 war er Kollegiat am Max-Weber-Kolleg der Universität Erfurt und Stipendiat der Habilitationsförderung der Universität Erfurt. 2003 promovierte er in Philosophie in Frankfurt. 2010 wurde er an der Universität Erfurt in Philosophie habilitiert. Seit 2011 ist er Leiter des Arbeitsbereichs „Theologie und Naturwissenschaft“ an der FEST Heidelberg.
2012/2013 hatte er eine Professurvertretung für Philosophische Anthropologie an der Humboldt-Universität zu Berlin inne. 2013–2014 war er Visiting Research Fellow am Käte Hamburger Kolleg „Dynamics in the History of Religions between Asia and Europe“ der Ruhr-Universität Bochum, 2014–2015 Fellow des Marsilius-Kollegs der Universität Heidelberg, 2017–2018 Fellow des Max-Weber-Kollegs für Kultur- und Sozialwissenschaftliche Studien.
Er ist Mitglied im Wissenschaftlichen Beirat der Zeitschrift Interdisziplinäre Anthropologie.

## Arbeit
Schlette beschäftigt sich mit Freiheitstheorien und der Theorie der Geisteswissenschaften. Er untersucht Theorien der Säkularisierung und Individualisierung. Weiterhin beschäftigt er sich mit ästhetischer Erfahrung und ethischer Urteilsbildung.

## Publikationen
- M. Schlette: Die Idee der Selbstverwirklichung. Zur Grammatik des modernen Individualismus. Frankfurt/M.: Campus, 2013.
- M. Schlette: Die Selbsterfindung des Neuen Menschen. Zur Entstehung narrativer Identitätsmuster in der Frömmigkeitsgeschichte des Pietismus. Göttingen: Vandenhoeck & Ruprecht, 2005.
- M. Schlette (Hrsg.): Ist Selbstverwirklichung institutionalisierbar? Axel Honneths Freiheitstheorie in der Diskussion. Frankfurt/M.: Campus, 2018.
- M. Schlette, Th. Fuchs, A.M. Kirchner (Hrsg.): Anthropologie der Wahrnehmung. Heidelberg: Universitätsverlag Winter, 2017.
- H. Deuser, M. Kleinert, M. Schlette (Hrsg.): Metamorphosen des Heiligen: Struktur und Dynamik von Sakralisierung am Beispiel der Kunstreligion.  Tübingen: Mohr Siebeck, 2012.
- G Hartung, M. Schlette (Hrsg.): Religiosität und intellektuelle Redlichkeit. Tübingen: Mohr Siebeck, 2012.
- M. Schlette, M. Jung (Hrsg.): Anthropologie der Artikulation. Begriffliche Grundlagen und transdisziplinäre Perspektiven. Würzburg: Königshausen & Neumann, 2005.